# OmaSP Stadion
OmaSP Stadion (noto anche come Seinäjoki Football Stadium) è uno stadio di calcio a Seinäjoki, Finlandia. È lo stadio di casa del SJK Seinäjoki di Veikkausliiga. Ha una capacità di 6.000 spettatori.
Nel febbraio 2017 la squadra di football americano dei Seinäjoki Crocodiles ha annunciato che giocheranno le partite casalinghe all'OmaSP Stadion a partire dalla stagione 2017.